# Pla d'Estanya
El Pla d'Estanya és una plana agrícola del terme municipal d'Isona i Conca Dellà, a l'antic terme de Sant Romà d'Abella, al Pallars Jussà. És a l'est del veïnat de les Masies de Sant Romà, del poble de Sant Romà d'Abella, al nord de la Torre de Baró i a llevant dels Estanys de Basturs.